# Nanga

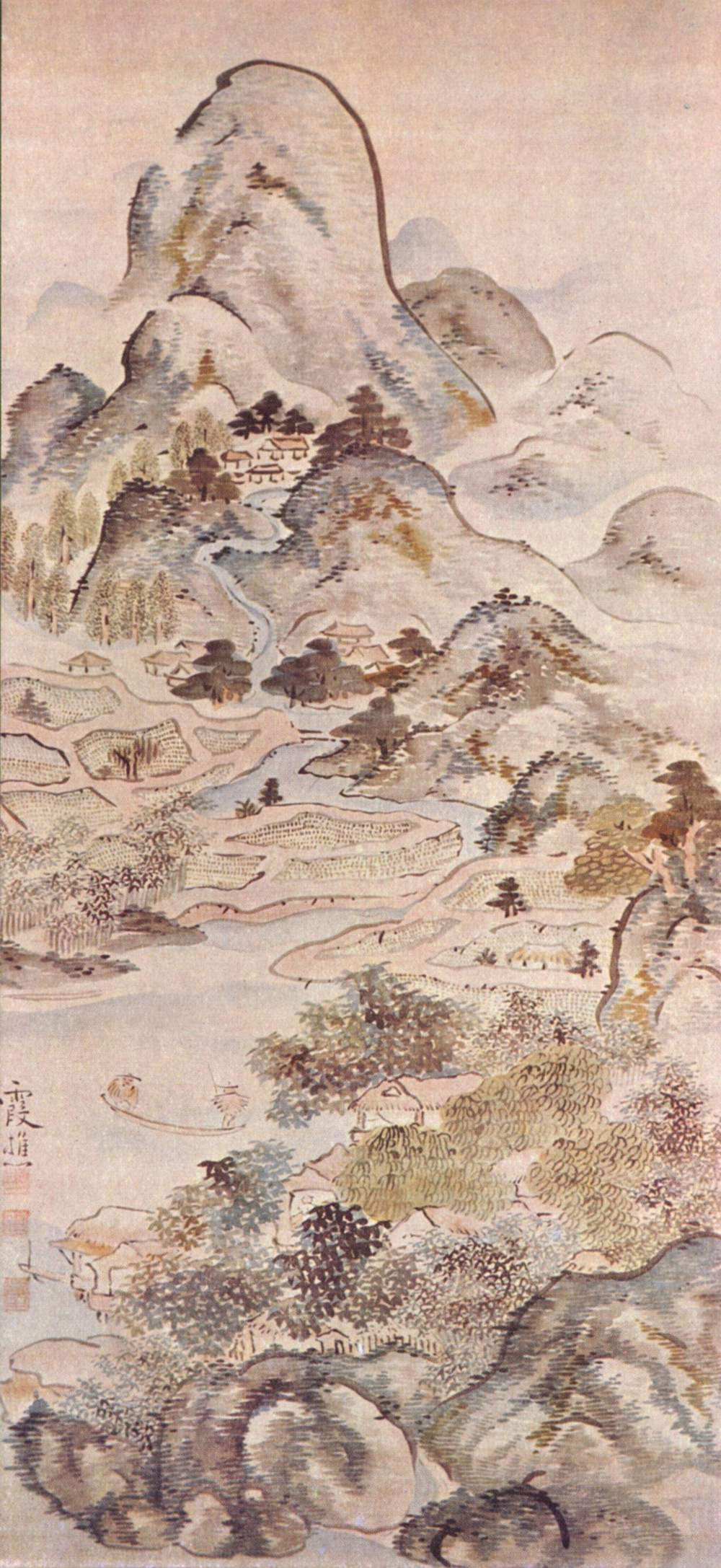
Pesca en primavera de Ike no Taiga.

Nanga 南画 (pintura del sur?), también conocido como Bunjinga 文人画 (pintura letrada?) fue una escuela de pintura japonesa, que floreció en el período Edo, en el que a muchos artistas se les consideraba letrados o intelectuales. Cada uno de estos, por definición, fue único e independiente. En estas obras, pintadas normalmente con tintes monocromáticos negros, algunas veces con leves usos de otros colores, mostraban una gran admiración sobre las tradiciones de la cultura de China. En sus cuadros normalmente se dibujan algunos paisajes de dicho país, tema que también abarcaron antes los pintores intelectuales chinos, llamados Wenrenhua. El nombre de nanga es la abreviación de nanshūga, referido a las escuelas de pinturas chinas del sur (Nanzonghua en chino).

## Historia
Los letrados chinos querían mostrar en sus pinturas el ritmo que ellos sentían en la naturaleza, más que reflejarlo de manera realista en sus dibujos. Los artistas se involucraban bastante en sus pinturas, intentando mostrar todos sus sentimientos en ellas, y al ser intelectuales, cuidaban cada trazo y forma del cuadro. Este estilo de pintura es un reflejo de la idea del intelectual como maestro de todo tipo de artes - pintura, caligrafía y poesía.

### La formación del Bunjinga
Debido a la política que implementó el Shogunato Tokugawa desde el 1641 en el período Edo, Japón perdió todo contacto con el resto del mundo de manera tajante, aunque las relaciones con China persistieron, si bien bastante más limitadas. Las pocas cosas que llegaban a Japón eran, bien importadas a través de Nagasaki, bien producidas allí mismo por chinos. Debido a esto, los artistas bunjin que querían inspirarse en el tipo de vida y los ideales chinos quedaron con una visión incompleta del arte y los ideales del país vecino. El Bunjinga surgió por lo tanto, de lo que llegaba a Japón desde China, incluyendo los manuales de dibujo xilografiados y una amplia gama de pinturas que variaban mucho en calidad unas de otras.
El Bunjinga emergió como un nuevo y único tipo de arte por esta razón, ya que la cultura y el ambiente japonés tenía grandes diferencias con los de sus parientes chinos. De esta manera, se implementó en gran medida a otras escuelas de arte, como la escuela Kanō o la escuela Tosa. Los intelectuales mismos, sin embargo, no se consideraban miembros de dichas academias, no como sus homólogos chinos. Mientras que los chinos eran, en gran medida, académicos que aspiraban a ser pintores, los japoneses eran pintores profesionales que aspiraban a ser intelectuales.

## Características
Las pinturas nanga o bunjinga siempre representaban cosas tradicionales y admiradas en China. Los artistas se centraban exclusivamente en los paisajes, y en ellos, en las flores y pájaros. Las poesías u otras inscripciones que se le agregaban al cuadro eran elementos importantes de este estilo artístico, y eran normalmente añadidos por amigos y conocidos del artista.
Al contrario que otras escuelas de arte que tenían unas características definidas que, en cierto modo, se transmitían en parte a sus estudiantes y seguidores, en el nanga no fue así, ya que lo único característico que tenía es la ambición que ponía el pintor, en el que en la obra expresaba su amor por la cultura china. Es por lo anteriormente mencionado que cada autor tenía un estilo diferente y marcado. Cuando, después del período Edo, Japón empezó a abrirse a culturas occidentales, muchos artistas bunjin empezaron a acoger elementos de dichas culturas en sus obras.
Ernest Fenollosa y Okakura Kakuzo, dos de las primeras personas que introdujeron el arte japonés en occidente, son conocidos por criticar el nanga tachándolo de algo trivial y derivativo. Es por ello que este estilo solo causó atención a los académicos en las últimas décadas, es decir, cien años después de su auge.

## Derivaciones culturales
Un estilo del bonsái es llamado también bunjin, bunjingi o literati, e intenta hacer parecer a algunos árboles como están dibujados en los cuadros nanga. Algunos árboles con semejanza a este estilo son bastante alargados, con pocas ramas, poco follaje y un tronco de gran longitud.

## Artistas de nanga y bunjinga
- Ike no Taiga
- Watanabe Kazan
- Hanabusa Itchō
- Tani Bunchō
- Tomioka Tessai, que es considerado como el último artista de nanga.